# L'Enlèvement d'Hélène
L'Enlèvement d'Hélène est un tableau réalisé en 1631 par le peintre italien Guido Reni. De format presque carré, cette huile sur toile est une peinture mythologique qui représente Pâris enlevant Hélène hors de Sparte, un événement qui va déclencher la guerre de Troie. La scène se déroule au pied de murailles, devant la mer, et en présence de nombreuses figures, parmi lesquelles des servantes et des soldats, ainsi qu'un enfant noir tenant en laisse un singe. Commande passée pour le roi d'Espagne Philippe IV par son ambassadeur à Rome en 1628, l'œuvre part pour la France et est désormais conservée au musée du Louvre, à Paris.